# Upplands runinskrifter 540
Upplands runinskrifter 540 står utanför Husby-Sjuhundra kyrka bredvid U 541 på norra sidan av kyrkans yttervägg. I närheten finns även U 539. Runstenen är en fragment. En del av stenens topp samt av den högra sidan saknas.

## Inskriften
På grund av stenens skada saknas en större del av runslingan.

### Inskriften i runor
ᛅᛁᚱᛁᚴᚱ᛫ᛅᚢᚴ᛫ᚼᚭᚴᚢᚾ᛫ᛅᚢᚴᛁᚾᚴᚢᛅᚱᛅᚢᚴᚴᚱᛅᚼᚾᛁᛚᛏᚱ᛫ᚦᚭᚢᚼ________________
ᛦ___ᚾᛅ᛫ᚼᚭᚾ᛫ᚢᛅᚱᚦ᛫ᚦᚱᛅ᛫ᚴᚱᛁᚴᛚᛅᛏᛁ᛫ᚴᚢᚦᚼᛁᛅᛚᛒᛁᚼᚭᚾᛋᚢᚴᚢᚦᛋᛘᚢᚦᛁ
Translitterering av runraden:
airikr ' auk hokun ' auk inkuar aukk rahn[ilt]r ' þou/þouh h--.../--... ... ...-ʀ ' -na hon uarþ [tau]þ(r) [a] kriklati ' kuþ hialbi hons| |salu| |uk| |kuþs muþi(ʀ)
Normalisering till runsvenska:
Æirikʀ ok Hakon ok Ingvarr ok Ragnhildr þau/þaun ... ... ... ... Hann varð dauðr a Grikklandi. Guð hialpi hans salu ok Guðs moðiʀ.
Översättning till nusvenska:
Erik och Håkon och Ingvar och Ragnhild, de ... Han blev död i Grekland. Gud och Guds moder hjälpe hans själ.

## Historia
Från den bevarade delen av inskriften förblir det oklart vem bröderna Erik, Håkon och Ingvar samt kvinnan Ragnhild ville hedra med runstenen eftersom namnet och släktskapet lär har funnits i de förlorade bitarna av runslingan längs stenens övre och högra sidan. Den personen har dock blivit dödat i Grekland, ett öde som återkommer på ett flertal runstenar i Uppland. Stenen är en så kallad greklandssten.
Vid Rimbo kyrka, 8 km längre västerut, finns U 513, som också restes av bröderna Erik, Håkon och Ingvar tillsammans med en fjärde broder Anund åt sin femte broder Ragnar. Eftersom Anund inte längre nämns bland bröderna som reste U 540 kan man anta att det är just Anund som dog i Grekland.
Val av runorna (till exempel ã-runan ᚭ för o), utformningen av själva runslingan och den avslutande bönen kuþhialbihonsalukuþsmuþi (ᚴᚢᚦᚼᛁᛅᛚᛒᛁᚼᚭᚾᛋᚢᚴᚢᚦᛋᛘᚢᚦᛁ)
liknar de signerade inskrifterna som skapades av runmästaren Åsmund Kåresson. Typiskt för hans inskrifter är den ihopskrivna bönesformeln där slutrunan i ett ord är samtidigt den första runan i det följande ordet: honsalukuþsmuþi ska egentligen läsas hons.salu.uk.kuþs.muþi(R). Det är anmärkningsvärd att runmästaren använde auk (och) i listan över brödernas namn, men den kortare formen uk i den avslutanden bönen. Huvudstaven i runorna al i 
salu (själ) formas av linjerna av den korsande runslingan.